# Публичная библиотека Ша-Тин
Публичная библиотека Ша-Тин (иер. 沙田公共圖書館, кант.-рус. Сатхинь кункун тхоусюкунь) — это публичная библиотека, расположенная по адресу 1 Yuen Wo Road, Ша-Тин, Гонконг. С 2000 года она находится в ведении Министерства досуга и культуры Гонконга.
В библиотеке три общественных этажа. На первом этаже расположены администрация и комната обучения. Главный зал и детская библиотека находятся на втором этаже. Третий этаж отведён под библиотеку для взрослых, справочную библиотеку и компьютерную лабораторию.

## История
Библиотека была открыта 16 февраля 1987 года как часть того же комплекса, что и Ша-Тин таунхолл, Регистратура брака Ша-Тин и ресторан. Первоначально ей руководил региональный совет. В то время она называлась Центральной библиотекой Ша-Тин (沙田中央圖書館), прежде чем в 2000 году было принято её нынешнее название. Другие соседние здания в центре города включают New Town Plaza, Шатинский суд, Royal Park Hotel и New Town Tower.
Внешний вид библиотеки был отремонтирован в начале 2000-х, так как оригинальные стеклянные мозаичные плитки, а также удерживающая их конструкция, пришли в негодность. Плитка могла внезапно обрушиться, что создавало угрозу для безопасности посетителей. Снаружи библиотека была полностью облицована красноватой керамической плиткой, как и экстерьеры других зданий в комплексах Ша-Тин и Тюн-Мун, построенных в 1986–1987 годах.
Интерьер библиотеки обновлялся в 2007–2008 годах. Реконструирован и модернизирован читальный зал, в учебной комнате студентов предусмотрены дополнительные сидячие места, в детской библиотеке построен новый читальный уголок, улучшено аудиовизуальное оборудование. Также в 2008 году на третьем этаже была открыта специальная «Коллекция спорта и фитнеса». Она предоставляет более 18 000 наименований, включая книги, отчёты, журналы, мультимедиа и электронные материалы.
Министерство досуга и культуры Гонконга подразделяет библиотеки на крупные, районные и маленькие. Публичная библиотека Ша-Тин является единственной крупной библиотекой в районе Ша-Тин и, как и районная библиотека в соседнем Ма Он Шане, была оценена как не отвечающая преобладающим стандартам предоставления помещений для этого типа библиотеки. Чтобы устранить этот недостаток районного масштаба, в соседнем районе Юэн Чау Кок была построена новая районная библиотека, которая открылась в 2017 году.